# Arkatowo (obwód wołogodzki)
Arkatowo (ros. Аркатово) – wieś w Rosji, w rejonie grazowieckim obwódu wołogodzkiego. W 2002 liczyła 10 mieszkańców, z kolei w 2010 populacja miejscowości wynosiła 4 osoby.